# 黃士俊 (清朝武官)
黃士俊，浙江人，清朝军事人物。

## 生平
1759年（乾隆24年）奉旨接任林洛擔任台灣鎮總兵。是台灣清治時期此期間，受台灣道制約的台灣地區最高軍事首長。